# Nawab
Nawab (nabob), uttalat "naab", är en traditionell furstetitel med arabiskt ursprung, vilken använts bland muslimska härskare i Indien.
Bland de furstendömen som använt sig av furstetiteln nawab finns Arcot, Awadh, Bengalen, Rampur, Tonk, Jaora, Baoni, Junagadh, Bagnanapalle, Kurwai, Pataudi, Cambay, Sachin, Bahawalpur, Palanpur (i nuv Pakistan) och Bhopal.
Titeln nawab har även använts som en högre adelstitel i de muslimska furstendömena Hyderabad och Berar. Den kvinnliga motsvarigheten till nawab är begum; tronföljaren benämns "Nawabzada" eller "Wali Ehed".